# مشرف الدولة
مُشْرِّفُ الدَّوْلَةِ أبُو عَلِيٍّ حَسَنْ بْنُ بَهَاءِ الدَّوْلَةِ بْنُ عَضُدِ الدَّوْلَةِ بْنُ بُوَيْه (1003 - مايو 1025)، كان أمير البويهيين في العراق (1021-1025م). كان أصغر أبناء بهاء الدولة.

## حياته
في عام 1021، رفعت المؤسسة التركية في بغداد التي كانت مستاءة من نفوذ قوات سلطان الدولة الديلمية، أبو علي إلى السلطة. ولقب بمشرف الدولة قرر التفاوض مع سلطان الدولة. أصبح تابعًا لسلطان الدولة لفترةٍ طويلةٍ وحصل على لقب غير مستخدم، ملك العراق. أراد الأخير السيطرة المباشرة على المنطقة وغزا العراق. هزمه جيش مشرف الدولة. بعد ذلك اعتبر مشرف الدولة نفسه على أنه مساوٍ لسلطان الدولة وتولى لقب شاهنشاه. خلال الفترة المتبقية من حكمه، أُجْبِرَ على تهدئة القوات التي أوصلته إلى السلطة.
خلال فترة حكمه، قام مشرف الدولة بحملة ضد الكاكويين. بعد إقامة دولة في أصفهان التي كانت مستقلة عن البويهيين، توسعت بشكل مطرد، وبلغت ذروتها مع استيلائها على حلوان من العنازيين. أجبرهم مشرف الدولة على الانسحاب من تلك المدينة، لكن الكاكويين حافظوا على سيطرتهم في مكان آخر، وأُعلن السلام بين الجانبين. عُزِّزَتِ الهدنة من خلال تحالف الزواج. وعلى الرغم من نجاحه في إبقاء جيرانه تحت السيطرة، إلا أن مشرف الدولة فشل في حل المشاكل الداخلية لدولته. كانت هذه المشاكل سليمة إلى حد كبير عندما توفي في منتصف عام 1025. استغرق الجيش الذي تولى قيادة الخلافة أكثر من عامين قبل الموافقة النهائية بشكل نهائي على جلال الدولة أميرًا.